# Konvergierende Technologien
Konvergierende Technologien (englisch „converging technologies“) sind Technologien, an deren Entwicklungsprozessen dahingehend gewirkt wird, dass diese Technologien im metaphorischen Sinne sich „allmählich aufeinander zubewegen“, „konvergieren“, das heißt, besser aufeinander abstimmbar, besser miteinander verzahnbar werden. Durch eine interdisziplinäre, also fachübergreifende, Zusammenarbeit werden Technologien unterschiedlicher Technologiefelder ineinander integriert, durch Erarbeitung etwa von Standards zueinander passender gemacht. Das Ganze läuft auf eine engere Verzahnung von Technologien bestimmter, dafür ausersehener Technologiefelder hinaus, aus welcher ökonomische Wettbewerbsvorteile durch bis dato unbekannte Innovation erzielt werden sollen. Man spricht auch von Technologiekonvergenz. Ein Beispiel dafür ist die Entwicklung von Smartphones die Funktionalitäten von den zuvor separaten Geräten wie Telefone, Armbanduhren, Digitalkameras und GPS-Navigationsgeräte für viele Menschen auf ein Gerät vereinten.

## Konkrete Planungen
Konkrete Pläne gibt es unter anderem, durch interdisziplinäre, also fachübergreifende, Zusammenarbeit im Bereich der Nanotechnologie, der Biotechnologie sowie der Informationstechnologie und der Neurowissenschaften (NBIC), diese Gebiete enger miteinander zu verzahnen. Im Zusammenhang mit diesen Bestrebungen tauchen auch Fragen der Technikfolgenabschätzung ebenso wie ethische Fragestellungen auf. Ein weiterer Anwendungsbereich für konvergierende Technologien wird bei Hybrid-TV und Multiscreen gesehen.
Wirtschaftlich betrachtet, werden in konvergierenden Technologien mögliche attraktive Felder für zukünftige Innovationen gesehen. Für die betriebswirtschaftliche Forschung besteht ein Interesse daran, derartige Felder möglichst frühzeitig zu erkennen, damit Unternehmen mit entsprechender Technik beizeiten am Markt präsent sind und somit ökonomischen Nutzen daraus ziehen können.

## „‚Netzwerkmedium‘ des Internets“ als Ort konvergierender Technologien
Andreas Metzner-Szigeth, Professor für Medien- und Kommunikationswissenschaft an der Universität Bozen, sieht im „‚Netzwerkmedium‘ (engl. ‚net-medium‘ bzw. ‚network-medium‘) des Internets“ einen Ort konvergierender Technologien, insbesondere hinsichtlich der Datenverarbeitung (Computer), hinsichtlich der Signalübertragung (Telefon, Funk) sowie hinsichtlich der Speicher- und (Re-)Präsentationstechniken (von Fotografie über Film und Video, bis hin zur Virtual Reality im engeren Sinne). Nach seiner Auffassung wird der mit diesen Technologien verbundene Konvergenzfluss durch die für ebendiese (Technologien) übliche Dynamik der Digitalisierung vorangetrieben und beschleunigt. Auf der Anwendungs- und Nutzebene, gilt es, die Nutzung der Konvergenz – im Sinne des Kombinierens menschlicher Fähigkeiten unter Zuhilfenahme besagter Technologien – im gesellschaftlichen Zusammenwirken zu berücksichtigen, vor allem die Funktion der computervermittelten Kommunikation, der computervermittelten Wahrnehmung und des computervermittelten Handelns und Interagierens. Treibende Kraft dieser Konvergenz sind die Vorteile, die durch die Synergie ihrer kombinierten Nutzung erzielt werden können. Damit erhält der Begriff der konvergierenden Technologien eine noch größere Bedeutung und Tragweite als bislang zu erwarten war.

## Zeitgeschichtlicher Vorlauf aktueller Entwicklungen
Das Konzept der Konvergierenden Technologien wurde im Jahr 2001 auf der ersten einer Reihe von innovationspolitischen Konferenzen vorgestellt, die die U. S. National Science Foundation veranstaltete. Durch die Konvergenz von Nanotechnologie, Biotechnologie, Informationstechnologien und Kognitionswissenschaften (NBIC) sollen Technologien entstehen, durch die die individuelle und gesellschaftliche Leistungsfähigkeit enorm gesteigert werden würde. Ziel der Optimierung war dabei die internationale Wettbewerbsfähigkeit der amerikanischen Wirtschaft. 2003 etablierte die Europäische Kommission eine Expertengruppe zur Erarbeitung eines europäischen Ansatzes. Während die US-Strategie Individuen durch technische Innovationen zu optimieren sucht, setzt die Europäische Strategie darauf, das technologische Potential konvergierender Technologien durch soziale Innovationen zu realisieren.
Die Forschung wird, vor allem in den USA, sowohl von öffentlicher Hand als auch von privater Seite vorangetrieben. Ein Schwerpunkt liegt dabei auf der Verbesserung bzw. Wiederherstellung des menschlichen Leistungsvermögens (z. B. bei Querschnittlähmung), sowie generell einer qualitativen Aufwertung aller Lebensbereiche, auf der Grundlage entsprechender Forschungsergebnisse. Da unter anderem auch über die Manipulation gesunder Personen nachgedacht wird (etwa im militärischen Bereich), wird die Zielsetzung durchaus kritisch in Frage gestellt – wobei die öffentliche Debatte bisher überwiegend auf Fachkreise beschränkt ist (siehe Weblinks). Allerdings handelt es sich bei den angestrebten „Verbesserungen“ menschlicher Körper(funktionen) um nur einen Bereich möglicher Anwendungen.

## Mobile Software
Einige mobile Geräte können bei Anschluss an Tastatur, Monitor und Maus Anwendungen wie ein Desktop-Computer ausführen. Zu den konvergenten Betriebssystemen gehören die Linux-Betriebssysteme Ubuntu Touch, Plasma Mobile und PureOS. Konvergenz kann sich auch darauf beziehen, dass dieselbe App auf verschiedenen Geräten ausgeführt werden kann und dass Apps für verschiedene Geräte (wie Smartphones, Fernseher und Desktop-Computer) gleichzeitig mit derselben Codebasis entwickelt werden können. Dies kann über Linux-Anwendungen erfolgen, die sich an das Gerät anpassen, auf dem sie verwendet werden. (einschließlich nativer Apps, die dafür über Frameworks wie Kirigami entwickelt wurden) oder durch die Verwendung von Multiplattform-Frameworks wie dem Quasar-Framework, die Tools wie Apache Cordova, Electron und Ionic Capacitor nutzen, die die Benutzerbasis, das Tempo und die Einfachheit der Entwicklung sowie die Anzahl der erreichten Plattformen erhöhen und die Entwicklungskosten senken können.